# Sobreexplotación de acuíferos
La sobreexplotación de un manto acuífero es esencialmente retirar del acuífero un volumen superior a su recarga natural.
Los pozos se pueden secar si el nivel freático cae por debajo de su profundidad inicial, lo que ocurre ocasionalmente en años de sequía, y por las mismas razones pueden secar los manantiales. El régimen de recarga puede alterarse por otras causas, como la reforestación, que favorece la infiltración frente a la escorrentía, pero aún más favorece la evaporación, o por la extensión de pavimentos impermeables, como ocurre en zonas urbanas e industriales.
El descenso del nivel freático medio se produce siempre que hay una extracción continuada de agua en el acuífero. Sin embargo este descenso no significa que el acuífero esté sobreexplotado. Normalmente lo que sucede es que el nivel freático busca una nueva cota de equilibrio en que se estabiliza. La sobreexplotación se produce cuando las extracciones totales de agua superan a la recarga.
En algunas partes del mundo la ampliación de los regadíos y de otras actividades que consumen agua se ha hecho a costa de acuíferos cuya recarga es lenta o casi nula. Esto ha tenido algunas consecuencias negativas como el secado de manantiales y zonas húmedas o la intrusión salina en acuíferos costeros. En algunos casos la sobreexplotación ha favorecido la intrusión de agua salina por la proximidad de la costa, provocando la salinización del agua e indirectamente la de los suelos agrícolas.
Varios autores se han referido al tema de la sobreexplotación, reportamos una de las definiciones más comúnmente aceptada.

... la sobreexplotación de un acuífero se puede definir como la extracción del agua del mismo en una cantidad superior a la correspondiente a su alimentación, todo ello referido a un período de tiempo suficientemente largo como para diferenciar las consecuencias similares que tendrían períodos anómalamente secos. En consecuencia, el efecto más inmediato de la sobreexplotación sería el descenso continuado de los niveles piezométrica, que se acompaña normalmente del agotamiento de las surgencias.
Pulido Bosch A. en: Sobreexplotación de acuíferos y desarrollo sostenible

## Consecuencias de la sobreexplotación
Las consecuencias ahora son catastróficas ya que cada día hay menos agua,y se catalogan en directas e indirectas, si bien puede ser discutible sobre cuales son las que pertenecen a cada grupo, en general puede establecerse la siguiente clasificación:

### Consecuencias directas
- Descenso de los niveles piezométricos

La explotación de las aguas subterráneas por cualquiera de los sistemas posibles que incluyan bombeos producen inexorablemente descenso del nivel piezométrico, sea en un entorno inmediato de los pozos o en una amplia área.
El descenso se produce siempre que hay extracción de agua subterránea, por lo tanto el descenso del nivel piezométrico no es sinónimo de sobreexplotación.  En estos casos después de un período de descenso vendrá un período de recuperación del nivel. Si el nivel medio de largo período (5 o más años) es constante o tiende a crecer, es el signo más seguro de que no existe sobreexplotación.
En el caso en que el volumen extraído en un período de un año sea mayor que el volumen repuesto al acuífero, se producirá un descenso de año en año del nivel piezométrico, esta es una señal clara de que puede estarse en una situación de sobreexplotación, y debe procederse a un monitoreo sistemático de los niveles.
- Compactación inducida del terreno

Este fenómeno se puede verificar principalmente en los acuíferos confinados, donde la disminución de la presión intersticiales pueden llevar a un reacomodo irreversible de las partículas sueltas, en los acuíferos detríticos, lo que puede causar hundimientos en el suelo. Los ejemplos más conocidos internacionalmente son los de Venecia y México D.F.
Situaciones como las descritas arriba se han verificado también en campos de explotación petrolífera.
- Compartimentación de acuíferos

Cuando la estructura tectónica es compleja, en presencia de escalones en el substrato impermeable, con sectores levantados y otros hundidos, al bajar el nivel piezométrico pueden producirse la separación de parte del acuífero, escondido detrás de una elevación del fondo impermeable. Esto provocara una rápida y sustancial reducción de la capacidad del acuífero.
- Aumento de los costos de explotación

Como consecuencia del descenso del descenso del nivel piezométrico, se pueden quedar fuera de uso los pozos, o estos deben ser profundizados e incluso deben cambiarse las bombas por otras más potentes, lo que implica en costos adicionales para el sistema pero en todos los casos se ha de incrementar el costo de bombeo. Existes casos registrados donde el nivel freático se ha bajado más de 90 m en 4 años, los costos de extracción se han triplicado.
- Deterioro de la calidad del agua

La explotación de un acuífero, independientemente de que se trate de una sobreexplotación o no, puede provocar mezclas de aguas de diferentes calidades, lo que se puede traducirse en una desmejora de la calidad. Un caso particular, sería cuando el sustrato o alguno de los bordes del acuífero está ocupado por materiales evaporíticos, situación que se verifica frecuentemente en zonas alpinas y en el altiplano, particularmente en el lado boliviano.
Este fenómeno es muy frecuente también en acuíferos costeros, donde un bombeo excesivo favorece la intrusión salina.
- Abandono de pozos

En algunos casos, la explotación de acuíferos puede provocar el abandono de pozos por problemas de calidad o de cantidad. El caso del acuífero costero ya mencionado puede conllevar el abandono de pozos y la construcción de otros en áreas del acuífero menos deterioradas. Cuando el nivel piezométrico baja demasiado, algunos pozos pueden reducir su caudal, y llegar a provocar su abandono, por ejemplo si el diámetro final de la obra no es el adecuado como para permitir su reprofundización. Hay casos donde la necesidad de abandono es más evidente como es el caso del vaciado del acuífero, o cuando el nivel se sitúa en áreas muy escasamente productivas.
- Modificaciones inducidas en el régimen de los ríos

La sobreexplotación de un acuífero directamente conectado con un río puede afectar al régimen de este último. Cuando el bombeo alcanza volúmenes elevados el río puede llegar a secarse durante algunos períodos con el consiguiente impacto ecológico. En España hay numerosos ejemplos de ello aunque posiblemente el más conocido sea el del río Guadiana. El régimen de este río ha cambiado en el área de cabecera como consecuencia de la explotación del acuífero relacionado con él (Parques de las Lagunas de Ruidera y Tablas de Daimiel). En determinados casos puede ser adecuado provocar una recarga inducida, estacional, a partir de los mismos ríos, en los períodos de aguas altas, para garantizar el abastecimiento en aguas bajas.
- Afección o secado de zonas húmedas

Al igual que sucede con los ríos asociados con acuíferos, las zonas húmedas alimentadas por acuíferos pueden sufrir las consecuencias de la explotación de las aguas subterráneas. Estas zonas húmedas pueden estar situadas en el entorno de los manantiales mismos o localizarse en los sectores en los que el nivel piezométrico se sitúa sobre la superficie del terreno. Las Lagunas de Ruidera en la provincia de Ciudad Real (España) suministran un ejemplo claro de impacto en un acuífero de 2.700 km² que recibe una alimentación media de 126 hm³/año mientras que se bombean 35 hm³/año. A pesar de que las extracciones son bastante bajas con respecto a la recarga, varias lagunas se han secado y el resto ha reducido sensiblemente su lámina de agua.
- Problemas legales por afección a los derechos de terceras personas

El problema legal relacionado con la sobreexplotación de acuíferos afecta a los usuarios tradicionales de las surgencias naturales de los sistemas. Los manantiales reducen su caudal en período seco, coincidiendo con el aumento de la demanda. Los derechos adquiridos ancestrales pueden paralizar cualquier explotación no iniciada por esos mismos usuarios. En muchos países hay ejemplos de intento de regulación de acuíferos para lo cual se han llevado a cabo costosos estudios incluyendo sondeos de investigación, pruebas de bombeo y perforación de sondeos de explotación.
En muchos países, entre ellos en países de Latinoamérica, el problema puede que la explotación incontrolada condiciona las explotaciones más antiguas donde los pozos tenían una profundidad menor. Como ejemplo, esto puede estar sucediendo en: El Alto, en Bolivia, donde uno de los sistemas de abastecimiento de agua potable pra esta ciudad ha disminuido radicalmente su capacidad; y, en las áres rurales situadas al norte de Ica, donde se puede leer, en carteles colocados al borde de la carretera panamericana: "Prohibido perforar pozos".

### Consecuencias indirectas
- Problemas en redes de evacuación y roturas de infraestructuras

La subsidencia inducida, al ser diferencial, puede llegar a cambiar los gradientes de las redes de evacuación de aguas residuales, produciendo áreas encharcadas e inundadas; en otros casos, las canalizaciones rompen al superarse la capacidad de deformación elástica del material. A su vez estas fugas y/o encharcamientos provocan la saturación del material con el cambio consiguiente de las propiedades mecánicas del mismo, lo cual se traduce en una aceleración de los procesos destructivos.
- Salinización de suelos

El riego con aguas subterráneas, en las que el contenido salino ha aumentado, como consecuencia de su explotación puede provocar la salinización de los suelos. Este hecho es particularmente significativo en el caso de acuíferos costeros donde se haya incrementado la cuña salina. Existen varios casos donde importantes áreas de regadío han debido ser abandonadas por esta razón.
- Desertización progresiva

La desertización puede ser debida, entre otros factores, a la salinización del suelo y a la sobreexplotación de las aguas. Los terrenos que tras haber sido transformados en regadío han tenido que ser abandonados debido a la salinización del suelo y/o a la insuficiente cantidad de agua para riego, ponen de manifiesto que son especialmente vulnerables a la erosión.
El abandono de estas tierras tras la muerte del arbolado favorece el inicio de las erosiones laminar y concentrada, cárcavas y abarrancamientos, procesos remontantes, y piping.
- Inducción de hundimientos y colapsos

Existen muchos ejemplos registrados que ilustran, especialmente en zonas kársticas, colapsos del terreno. Muchos de estos están estrechamente relacionados con la explotación de aguas subterráneas, por encima de su capacidad de recarga.  El agua actúa como elemento estabilizador al soportar parte de la carga; un descenso en el nivel piezométrico reduce la resistencia del subsuelo, aumentando el riesgo de colapso
En otros casos, la explotación produce la movilización de conductos y huecos kársticos rellenos con arcilla de descalcificación y en equilibrio con el entorno. La evacuación rápida de estos materiales, que contribuyen al equilibrio, puede provocar el colapso del techo carbonatado por falta de soporte.
La dimensión media de los colapsos es inferior a 20 m de diámetro y 10 de profundidad. Las formas pueden también ser muy variables, desde circulares a elípticas, aunque también alargadas. En el Sur de China, los colapsos inducidos por bombeos se aproximan a 3.000 desde el año 1969.
- Cambios en las propiedades físicas de los acuíferos

Los acuíferos son sistemas dinámicos, y esto es mucho más evidente en los acuíferos cársticos.  Los procesos de carstificación actúan de manera continua siempre que las condiciones favorables persistan. Estos procesos son relativamente rápidos a escala geológica. La explotación puede alterar los potenciales hidráulicos debido a los cambios en la dirección del flujo que aumentan cerca de las áreas sometidas a bombeos intensivos; ello se puede acompañar por un aumento en el potencial de carstificación con el consiguiente aumento en el volumen de huecos. La carstificación se acelera si como resultado de la explotación se produce una mezcla de agua que genere aguas subsaturadas con respecto a la calcita; es lo que se denomina carstificación por mezcla de aguas. Un caso particular puede ser el de los acuíferos costeros. en los que la franja de transición agua dulce - agua salada es muy activa en lo relativo a la disolución, precipitación e intercambios iónicos, lo que puede traducirse en un cambio en el volumen de huecos.
- Inducción de contaminación procedente de grandes distancias
- Futura desaparición

Según los últimos estudios realizados por la Colorado School of Mines, los acuarios podrían agotarse totalmente en el año 2050. Este estudio señala que el consumo humano podría agotarse en algunas zonas de la India, el sur de Europa y Estados Unidos durante las próximas décadas hasta llegar a su fin.
Se cree que para el año 2050, varios millones de personas vivirán en zonas donde los niveles de agua subterránea estén completamente o casi agotados debido al excesivo bombeo de este recurso para beber y para la agricultura.
Estos datos fueron expuestos por Inge de Graaf, hidrólogo de Colorado School of Mines. Este estudio se basó en calcular cuándo los acuíferos del mundo pueden llegar a su límite, o cuando los niveles de agua caen por debajo del alcance de las bombas modernas. Se consideró que los acuíferos llegaban a su límite cuando los niveles de agua subterránea bajaban por debajo del umbral de bombeo durante dos años consecutivos.
Este estudio llegó a la conclusión de que si seguimos utilizando estos recursos de la misma forma que lo hacemos en la actualidad a los acuíferos les quedan décadas siendo optimistas.